# 安倍荒倉岳
安倍荒倉岳（あべあらくらだけ）は、静岡県静岡市と長野県伊那市にまたがる南アルプス国立公園内の赤石山脈にある標高2,693 mの山である。
仙丈ヶ岳から塩見岳に続く仙塩尾根上にある。